# Crichton Memorial Church

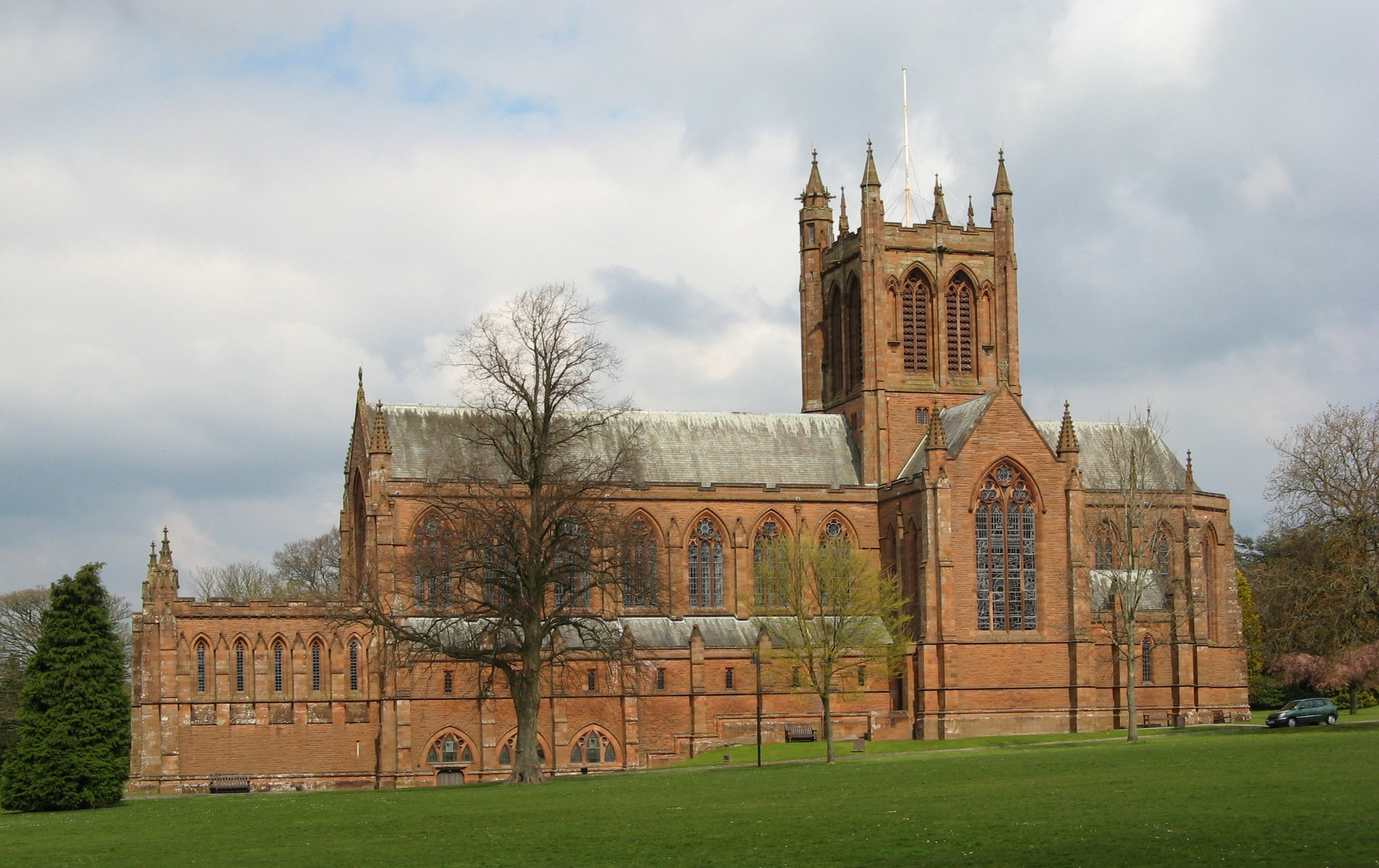
Crichton Memorial Church

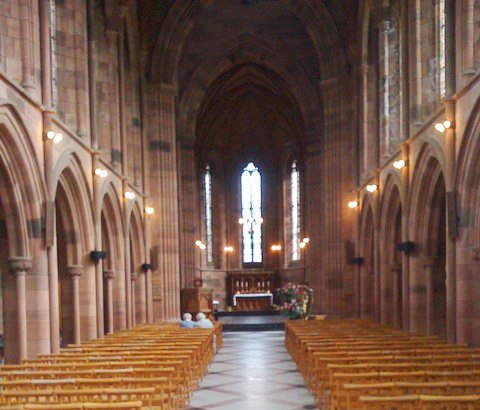
Innenraum

Die Crichton Memorial Church ist ein nicht-konfessionsgebundenes Kirchengebäude in der schottischen Stadt Dumfries in der Council Area Dumfries and Galloway. 1986 wurde das Bauwerk in die schottischen Denkmallisten in der höchsten Denkmalkategorie A aufgenommen.

## Geschichte
Die Witwe Crichton of Friars’ Carse stiftete die Einrichtung in den 1830er Jahren. Ihr verstorbener Ehemann, der sein Vermögen in Ostasien erwirtschaftet hatte, verfügte mit seinem Nachlass die Einrichtung einer Universität in Dumfries. Dies konnte jedoch nicht umgesetzt werden. Stattdessen wurde am 1. Juni 1839 die psychiatrische Klinik Crichton Institution for Lunatics, das heutige Crichton Royal Hospital, eröffnet. 50 Jahre nach Eröffnung der Einrichtung wurde mit der Erweiterung des auch als „The Crichton“ bezeichneten Campus begonnen. Zu den Neubauten zählen der Modellbauernhof Crichton Farm sowie die Crichton Memorial Church. Sie sollte der religiösen Betreuung der Patienten und Angestellten offenstehen und ist aus diesem Grund nicht konfessionsgebunden. Für den Entwurf des zwischen 1890 und 1897 errichteten Kirchengebäudes zeichnet der schottische Architekt Sydney Mitchell verantwortlich.

## Beschreibung
Die Crichton Memorial Church liegt an einem sanften Hang zwischen Klinik und Bauernhof im Zentrum des Campus. In Bezug auf Größe und Ornamentierung erinnert die neogotische Kirche eher an eine Kathedrale. Das rote Sandsteingebäude weist einen kreuzförmigen Grundriss mit quadratischem, 37,4 m hohem Vierungsturm auf. Das sieben Achsen weite Langhaus ist mit Spitzbogenfenstern und Strebewerk gestaltet. Die von der Glass Stainers Company bezogenen Bleiglasfenster sind klar und ohne Glasmalerei ausgeführt. Die Böden sind mit Marmorfliesen eingedeckt. Die Orgel mit ihrem reich ornamentierten eichenen Gehäuse lieferte der Londoner Orgelbauer Lewis & Co. 1907 wurde das bronzene Pult mit einer großen Engelsfigur installiert.